# 1743
1743 (MDCCXLIII) je bilo navadno leto, ki se je po gregorijanskem koledarju začelo na torek, po 11 dni počasnejšem julijanskem koledarju pa na soboto.

## Dogodki
- 1. januar

## Rojstva
- 25. januar - Friedrich Heinrich Jacobi, nemški filozof († 1819)
- 13. april - Thomas Jefferson, ameriški državnik, predsednik († 1826)
- 24. maj - Jean-Paul Marat, francoski revolucionar švicarskega rodu († 1793)
- 14. julij - William Paley, angleški filozof in teolog († 1805)
- 26. avgust - Antoine-Laurent de Lavoisier, francoski kemik († 1794)
- 17. september - Marie Jean Antoine Nicolas Caritat, markiz de Condorcet, francoski matematik, filozof, politik († 1794)

## Smrti
- - Savai Džai Singh II., indijski maharadža, astronom (* 1686)